# Liste der Straßen in Essen-Vogelheim
Die Liste der Straßen in Essen-Vogelheim beschreibt das Straßensystem im Essener Stadtteil Vogelheim mit den entsprechenden historischen Bezügen.

## Einführung und Überblick
In Essen-Vogelheim leben 6041 Einwohner (30. September 2022) auf einer Fläche von 2,9 km². Vogelheim hat die Postleitzahlenbezirke 45329 und 45356.
In dem vom Bergbau geprägten Stadtteil wurde zu Beginn des vergangenen Jahrhunderts für die Arbeiter Wohnraum in Siedlungen nahe der Zechen geschaffen. Die überwiegend zwei- bis dreigeschossige, offene Bauweise prägt heute noch den gesamten Stadtteil. Nach den Zechenschließungen verbesserte sich das Wohnumfeld weiterhin durch die Schaffung gehobener Wohnbebauung und die Ausweitung des Grünanteils (Begrünung Essen Norden, Waldentwicklungsprogramm Essener Norden). Bis auf die Hafen- und Krablerstraße ist das gesamte Wohngebiet verkehrsberuhigt.
Im Norden zieht der Rhein-Herne-Kanal die Grenze zu Bottrop, im Osten entlang der Gladbecker Straße die Grenze zu Essen-Altenessen. Im Westen grenzt Essen-Bergeborbeck entlang der Hafenstraße. Entlang der Bottroper Straße im Süden verläuft eine schmale Grenze zu Essen-Bochold. Eine noch schmalere Grenze im Norden zu Essen-Karnap verläuft entlang des Rhein-Herne-Kanals.
Es gibt in Vogelheim 28 benannte Verkehrsflächen, darunter keinen Platz.
Durch den Stadtteil Vogelheim verläuft
- die Bundesautobahn 42
- die Landesstraße 64

## Liste der Straßen
Die nachfolgende Tabelle gibt eine Übersicht über die Straßen und Wege im Stadtteil mit entsprechenden Informationen.
- Name: aktuelle Bezeichnung der Straße.
- Länge/Maße in Metern:
 Die in der Übersicht enthaltenen Längenangaben sind gerundete Übersichtswerte, die in Google Earth mit dem dortigen Maßstab ermittelt wurden. Sie dienen Vergleichszwecken und werden, sofern amtliche Werte bekannt sind, ausgetauscht und gesondert gekennzeichnet. Der Zusatz „+“ bemerkt die Länge einer Straße in der Hauptlänge „+“ die abzweigenden Nebenstraßen. Bei Plätzen sind die Maße in der Form ab angegeben.
 Der Zusatz (im Stadtteil) gibt an, dass die Länge die des Straßenabschnitts innerhalb des Stadtteils ist, da die Straße in benachbarte Stadtteile weitergeführt wird.
 Der Zusatz (ohne Stichstraßen) gibt bei verzweigten Straßen die Länge der „Hauptstraße“ an.
 Der Zusatz (alle Straßenabschnitte zusammen) gibt an, dass die Straße so verwinkelt ist, dass keine „Hauptstraße“ besteht. Stattdessen wird die Länge aller Straßenabschnitte zusammengezählt.
- Herleitung: Ursprung oder Bezug des Namens
- Datum der Benennung: amtliche Erstbenennung
- Anmerkungen: zusätzliche Informationen
- Bild: Foto der Straße oder eines anliegenden Objekts

| Name                   | Länge/Maße (in Metern) | Herleitung                                                                        | Datum der Benennung | Bemerkungen | Bild |
| ---------------------- | ---------------------- | --------------------------------------------------------------------------------- | ------------------- | --- | ---- |
| Am Elsenbusch          | 110                    | Georg Elsenbusch (1860–1947)                                                      | 9. Juli 1915        | Elsenbusch war Mitglied der Stadtverordnetenversammlung und Eigentümer sämtlicher Häuser dieser Straße. Die Einbahnstraße verbindet die Vogelheimer Straße mit der Welkerhude. |      |
| An der Bergbrücke      | 495                    | Flurname in der Borbecker Mark                                                    | 26. Mai 1939        | Der Name geht zurück auf eine Brücke, die zum Haus Berge geführt hat. In einem Protokoll 1672 wurde sie Bergbrügge genannt. Die Straße verläuft parallel zur Hafenstraße und verbindet die Förderstraße mit der Forststraße. An der Kreuzung mit der Forststraße gibt es eine Diagonalsperre. |      |
| An der Walkmühle       | 100                    | Flurname, → Walkmühlenstraße                                                      | 9. Juli 1915        | Die Straße An der Walkmühle führt über die Berne und war bis in die 1970er Jahre durchgängig mit der Walkmühlenstraße verbunden. Die Verbindung ist aktuell (Stand 2021) durch einen Grünweg gegeben. |      |
| An St. Thomas          | 80                     | Kirchengemeinde                                                                   | 13. Okt. 1953       | Die Gemeinde bildete sich aus der Muttergemeinde St. Mariä Rosenkranz und wurde am 1.3.1953 eine eigenständige Rektoratspfarrei. Am 1.9.1961 wurde sie zur kanonischen Pfarrei erhoben. Die Kirche von St. Thomas Morus wurde am 30. September 2018 profaniert und im November 2019 schließlich abgerissen. An ihrer Stelle wurden Wohnhäuser gebaut. Die Straße verläuft parallel zur Kleinstraße und verbindet den Stakenholt mit der Vogelheimer Straße. |      |
| Beckstädtstraße        | 230 + 120              | Name eines Kohleflözes                                                            | 9. Juli 1915        | Die Zeche Hagenbeck baute im Flöz Beckstädt ab. Die Straße verläuft quer zur Wiehagenstraße. |      |
| Beckstraße             | 375 + 300              | Kotten Ellenbeck                                                                  | 26. Mai 1939        | Der Kotten entstand nach der Teilung der Borbecker Mark 1835. Ursprünglich gehörte das Land dem Freiherr von Fürstenberg, später der Kanalbauverwaltung und schließlich der Stadt Essen. Bereits 1896 bestand die Beckstraße, die bei der Erschließung des Geländes allerdings verschwand. Der Name wurde auf eine der neuen Siedlungsstraßen übernommen. Die Beckstraße erstreckt sich über mehrere Nebenstraße parallel zur Kleinstraße und An der Bergbrücke und verbindet die Forststraße mit dem Stakenholt. |      |
| Daniel-Eckhardt-Straße | 1370                   | Johann Daniel Eckhard (1836–1896), Bergarbeiter und Arbeiterführer                | 3. Apr. 1981        | Die Straße verbindet die Hafenstraße mit der Gladbecker Straße und ist neben der Vogelheimer Straße eine Durchgangsstraße in ost-westlicher Richtung. |      |
| Förderstraße           | 810 + 200              | Bezeichnung aus der Kohleförderung                                                | 14. Aug. 1896       | Die Benennung bezieht sich auf die benachbarte Zeche Emscher. Die Straße wurde am 31. Mai 1930 verlegt. Die Förderstraße zweigt östlich von der Hafenstraße ab und kreuzt die Kleinstraße, bis sie in der Wiehagenstraße mündet. |      |
| Forststraße            | 340                    | Ehemaliges Forstgebiet der Borbecker Mark                                         | 26. Mai 1939        | Die Borbecker Mark war die größte im Stift Essen. Sie erstreckte sich über weite Teile Vogelheims und Borbecks. Bei der Aufteilung der Mark 1835 war sie noch 2501 Morgen groß, umgerechnet ungefähr 625 Hektar. Die Forststraße verläuft zwischen der Hafenstraße und der Kleinstraße. An der Kreuzung zu An der Bergbrücke gibt es eine Diagonalsperre. |      |
| Hafenstraße            | 2450 (im Stadtteil)    | Straße zum Hafen am Rhein-Herne-Kanal                                             | 15. Jan. 1936       | Das Hafengelände am Rhein-Herne-Kanal wurde zwischen 1907 und 1914 geplant und gebaut. Zu dieser Zeit wurden bereits mehrere private Häfen angelegt unter anderem von Krupp, Stinnes oder Zeche Köln-Neuessen. Ein Grund für die Eingemeindung Borbecks und Altenessens 1915 war auch der Bau eines Stadthafens, der nach mehreren Bauschritten 1934 eröffnet wurde. Die Errichtung eines Industriegebiets im Norden Essens und mehrerer Häfen bedeutete auch das Ende der Borbecker Mark. Die Hafenstraße verläuft auf der gesamten Länge des Stadtteils in nord-südlicher Richtung, parallel zur Gladbecker Straße. Auf verschiedenen Abschnitten hatte die Straße früher andere Namen. |      |
| Höltingsweg            | 375                    | Das Holz-Gericht (Holz-Thing) der Borbecker Mark                                  | 31. Mai 1930        | Höltingweg und Holtrichterweg sind verkehrsberuhigte Siedlungsstraßen zwischen Förderstraße im Norden, Stakenholt im Süden, Lichtenhorst im Westen und Wiehagenstraße im Osten. |      |
| Holtrichterweg         | 685                    | Richter am Holz-Gericht, siehe Höltingsweg. ehem. Snatgang, teilweise Höltingsweg | 2. März 1982        | Höltingweg und Holtrichterweg sind verkehrsberuhigte Siedlungsstraßen zwischen Förderstraße im Norden, Stakenholt im Süden, Lichtenhorst im Westen und Wiehagenstraße im Osten. |      |
| Hülsenbruchstraße      | 305 (im Stadtteil)     | Flurname in der Gemarkung Altenessen und Vogelheim                                | 11. März 1898       | Das Gemeinheitsgrundstück Hülsebruch bestand aus 51 Äckern und Wiesen und wurde später vom Gut Berge und vier Höfen als gemeinschaftliche Weide genutzt. Die Gemeinheit wurde zwischen 1826 und 1837 aufgelöst. Die Straße zweigt nördlich von der Krablerstraße ab und verläuft weiter im Stadtteil Altenessen-Süd. |      |
| Im Stollen             | 100                    | Bezeichnung aus der Kohleförderung                                                | 26. Mai 1939        | Ein Stollen ist ein Grubengang, der waagerecht oder schräg zur Oberfläche verläuft. Die Straße zweigt von der Hafenstraße ab. |      |
| Karl-Legien-Straße     | 405                    | Carl Legien (1861–1920), Gewerkschaftsvorsitzender                                | 3. Apr. 1981        | Die Straße verbindet die Hafenstraße und die Daniel-Eckhardt-Straße im Hafengebiet. |      |
| Kleinstraße            | 560                    | Alter Straßenname                                                                 | 26. Mai 1939        | Der alte Verlauf der 1896 benannten Kleinstraße führte von der jetzigen Vogelheimer Straße zu Bergmannssiedlungen. Als das Gebiet 1939 neu erschlossen wurde, fiel die alte Straße weg und man übernahm ihren Namen. Die Kleinstraße zweigt nördlich von der Vogelheimer Straße ab und mündet in die Wildstraße, wobei sie die Förderstraße kreuzt. |      |
| Krablerstraße          | 740 (im Stadtteil)     | Emil Krabler (1839–1909), Generaldirektor des Kölner Bergwerk-Vereins.            | 9. Juli 1915        | Die Krablerstraße zweigt östlich von der Hafenstraße ab und führt weiter durch den Stadtteil Altenessen. Die Straße verläuft parallel zur Berne. Auf Höhe des Wieselwegs liegt der Güterbahnhof Essen-Vogelheim. |      |
| Lichtenhorst           | 330                    | Flurname in der Borbecker Mark                                                    | 26. Mai 1939        | Die Straße verbindet die Förderstraße mit der Vogelheimer Straße und führt weiter in Am Elsenbusch. |      |
| Lütkenbrauk            | 140                    | Flurname                                                                          | 9. Juli 1915        | Brauk oder Bruch ist eine alte Bezeichnung für ein sumpfiges oder am Wasser gelegenes Gelände. Lütken oder lüdgen stammt vom niederdeutschen "lütt" für klein. Die Straße liegt parallel zu Am Elsenbusch und zweigt südlich von der Vogelheimer Straße ab. |      |
| Schlackenstraße        | 320                    | Schlackenhalde der Phoenixhütte                                                   | 13. Feb. 1896       | Die Phönixhütte in Bergeborbeck war eine Eisenhütte mit vier Hochöfen, die von 1851 bis 1923 in Betrieb war. Die Schlackenstraße verbindet die Bottroper Straße mit der Hülsenbruchstraße und bildet die Grenze zum Stadtteil Altenessen-Süd. |      |
| Stakenholt             | 585                    | Flurname                                                                          | 31. Mai 1930        | Die Erbenhöfe der Borbecker Mark und die Fürstäbtissin hatten das besondere Nutzungsrecht an Stakenholt oder Stakenheistern. Dieser Wald wurde zur Gewinnung von Staketenholz genutzt um die Erbenhöfe zu umzäunen. Die Straße liegt parallel zur Vogelheimer Straße und verbindet die Kleinstraße mit An der Bergbrücke. |      |
| Strickerstraße         | 430                    | Beruf des Pferdestrickers                                                         | 9. Juli 1915        | Pferdestricker (kurz Stricker) brannten den Wildpferden das Hauszeichen ihres Herren ein, um beim jährlichen Fang daran erkannt zu werden. Den Namen Stricker trugen sie, da Pferde üblicherweise mit Stricken (Seilen) eingefangen wurden. |      |
| Vogelheimer Straße     | 1250 (im Stadtteil)    | Bauernschaft Vogelheim                                                            | 15. Jan. 1936       | Die Vogelheimer Straße ist als Landesstraße 64 eine Hauptdurchgangsstraße des Stadtteils in Ost-West-Richtung. |      |
| Walkmühlenstraße       | 110                    | Flurname                                                                          | 9. Juli 1915        | Das 1 ha große Anwesen wird 1797 von Helene Amalie Krupp von der Essener Wollweberzunft erworben. Die Walkmühle ist bereits 1446 erwähnt. 1810 ging die Walkmühle an Friedrich Krupp, der hier eine Stahlschmelze und ein Hammerwerk errichtete und die Keimzelle der Kruppschen Gußstahlfabrik wurde. Die Walkmühle blieb bis 1839 im Besitz der Familie Krupp. |      |
| Welkerhude             | 465                    | Kotten Welker                                                                     | 31. Mai 1930        | Die Straße liegt parallel zur Vogelheimer Straße und führt von der Walkmühlenstraße bis zum Lütkenbrauk. Südlich der Welkerhude befindet sich Industriegebiet. |      |
| Wiehagenstraße         | 410                    | Kohleflöz                                                                         | 9. Juli 1915        | Das Flöz wurde unter anderem von der Zeche Vereinigte Hoffnung & Secretarius Aak abgebaut. Die Straße zweigt nördlich von der Vogelheimer Straße ab und kreuzt die Beckstädtstraße. |      |
| Wieselweg              | 345                    | Dionysius Wiesel (1774–1843), Hofjäger und Förster des Karnaper Holzes            | 6. Sep. 1965        | Der Wieselweg zweigt südlich von der Krablerstraße ab und mündet in der Hülsenbruchstraße. |      |
| Wildstraße             | 750                    | Wildbestand in der Borbecker Mark                                                 | 20. März 1905       | Der Straßenname geht auf Bürgermeister Rudolf Heinrich (1845–1917) zurück, der bevorzugt kurze Straßennamen vergab. Zu der Zeit war es nicht üblich, Straßenschilder aufzustellen. Vielmehr war der Straßenname auf dem Schild der Hausnummer vermerkt. |      |

## Liste ehemaliger Straßennamen
Die Liste ehemaliger Straßennamen erhebt keinen Anspruch auf Vollständigkeit.
| Name               | von           | bis           | umbenannt in (aktuell) | Herleitung | Bemerkungen |
| ------------------ | ------------- | ------------- | ---------------------- | ---------- | ----------- |
| Bahnstraße         | 30. Apr. 1891 | 15. Jan. 1936 | → Hafenstraße          |            |             |
| Elisenstraße       | 10. Juli 1908 | 9. Juli 1915  | → Am Elsenbusch        |            |             |
| Emscherstraße      | 30. Apr. 1891 | 15. Jan. 1936 | → Hafenstraße          |            |             |
| Förderstraße       | 14. Aug. 1896 | 26. Mai 1939  | → Im Stollen           |            |             |
| Grenzstraße        | 30. Apr. 1891 | 9. Juli 1915  | → Walkmühlenstraße     |            |             |
| Hülsenbruchstraße  | 11. März 1898 | 6. Sep. 1965  | → Wieselweg            |            |             |
| Koloniestraße      | 10. Apr. 1900 | 9. Juli 1915  | → Beckstädtstraße      |            |             |
| Kruppstraße        | 2. Nov. 1901  | 9. Juli 1915  | → Lütkenbrauk          |            |             |
| Paradiesstraße     | 13. Feb. 1896 | 11. März 1898 | → Hülsenbruchstraße    |            |             |
| Paulstraße         | vor 1910      | 9. Juli 1915  | → Wiehagenstraße       |            |             |
| Phönixstraße       | 30. Apr. 1891 | 15. Jan. 1936 | → Hafenstraße          |            |             |
| Vogelheimer Straße | 9. Juli 1915  | 15. Jan. 1936 | → Hafenstraße          |            |             |
| Wiesenstraße       | 27. Nov. 1903 | 9. Juli 1915  | → Strickerstraße       |            |             |